# Mutěnice (okres Hodonín)
Mutěnice (německy Mutenitz, ve středověku také Kreuz, či Crux (česky Kříž)) jsou obec v okrese Hodonín v Jihomoravském kraji. Leží deset kilometrů severozápadně od Hodonína. Obcí protéká Mutěnický potok. Žije zde přibližně 3 800 obyvatel. Mutěnice jsou cílem vinařské turistiky, nachází se ve Slovácké vinařské podoblasti (viniční tratě: Mutěnská hora, Vyšicko, Dubňanská hora, Úlehle, Hraničky). Obcí prochází Mutěnická vinařská stezka. Raritou největší vinařské obce Slovácké podoblasti jsou Búdy, areál téměř 500 vinných sklepů pod Zárybnickými vinohrady.

## Název
Místní jméno Mutěnice vzniklo z původního jména Mutinice. V průběhu času došlo ke změně „i“ na „e“, a to patrně pod vlivem jiných místních jmen zakončených na „-enice“. Jméno obce se vykládá jako ves lidí Mutinových, vzniklo z osobního jména Mutina, což byla patrně domácí podoba osobního jména s komponentem Mut-, jako byl např. Mutimír.

## Historie
Obec Mutěnice vznikla patrně vnější kolonizací, na níž participovali v oblasti i templáři, jimž Mutěnice pravděpodobně náležely ve 13. století společně s Čejkovicemi. První zmínka o místní komendě je z 26. ledna 1349, v níž se uvádí, že šlechtic Jan Chunanův z Velkých Bílovic a patricij Pavel Goblinův z Brna „kdysi posednuti nerozvážným vztekem“ zranili bratra Zdimíra, komtura domu v Kříži z řádu sv. Jana Jeruzalémského. S těmito útočníky se komtur Zdimír z Kladrubce (u Strakonic) vyrovnal. Oba útočníci byli exkomunikováni a protože se nemohli dostavit do Říma, byl sejmutím exkomunikace pověřen olomoucký biskup. Protože Zdimír je uváděn již roku 1348 jako komtur v Přibicích, muselo se tak stát asi dva tři roky předtím. Okolí obce bylo dříve mnohem hustěji osídleno. Jižně od obce stávaly ve středověku vesnice Vsisko a Kapanice a na západ se nacházela vesnice Kuničky.
První písemná zmínka o vesnici Mutěnice z roku 1367 uvádí, že Mutěnice patřily strakonickým Johanitům. Johanité měli v Mutěnicích svoji komendu, která se měla nacházet v místech současného mutěnského hřbitova a obory. Podle legendy měla být mutěnická komenda spojena chodbou s templářskou tvrzí v sousedních Čejkovicích. Z roku 1367 je také záznam v Moravských zemských knihách v Brně, že Alžběta Herburská, jeptiška z kláštera augustiniánek v Brně, darovala mutěnickému faráři pozemky.

## Přírodní poměry
Mutěnice leží na rozhraní Dolnomoravského úvalu a Kyjovské pahorkatiny. Hranice mezi oběma celky vede přibližně podél východního okraje vesnice. Do západní části katastrálního území zasahuje několik vzájemně oddělených částí přírodní památky Bílý kopec u Čejče.

## Obyvatelstvo
| Rok            | 1869  | 1880  | 1890  | 1900  | 1910  | 1921  | 1930  | 1950  | 1961  | 1970  | 1980  | 1991  | 2001  | 2011  | 2021  |
| -------------- | ----- | ----- | ----- | ----- | ----- | ----- | ----- | ----- | ----- | ----- | ----- | ----- | ----- | ----- | ----- |
| Počet obyvatel | 1 883 | 2 072 | 2 151 | 2 316 | 2 482 | 2 702 | 2 747 | 3 156 | 3 644 | 3 615 | 3 547 | 3 499 | 3 669 | 3 582 | 3 529 |
| Počet domů     | 426   | 453   | 485   | 493   | 522   | 554   | 657   | 776   | 850   | 888   | 914   | 1 027 | 1 079 | 1 120 | 1 131 |

## Obecní symboly
Znak a vlajka byly obci uděleny rozhodnutím předsedy Poslanecké sněmovny Parlamentu České republiky dne 17. května 1994.

## Pamětihodnosti
- Kostel svaté Kateřiny z let 1769–1775. Postavený darem císařovny Marie Terezie na místě bývalého gotického kostela (Popis gotického kostela dle inventáře sepsaného roku 1668: Kostel svaté Kateřiny v Mutěnicích byl již opraven ze sbírek a příspěvků, je celý z kamene a šindelem pokrytý, s dřevěným chórem, má dva zvony, mešní roucha i náčiní a není posvěcený. Bohoslužby zde byly konány jen několikrát za rok. Strážnický farář a děkan F. Hranický napsal roku 1668: „kostel mutěnský byl kdysi farním, jak dosud svědčí zbytky fary a pak 1659 jako filiální do Hodonína připojen jest“. Současná podoba kostela pochází z velké části z počátku padesátých let 20. století, kdy došlo ke stržení původní pozdně barokní báně a následně k navýšení věže o jedenáct metrů. Zničen byl i původní chór a z vnější strany kompletně obestavěn presbytář. Mnoho těchto úprav lze dnes označit za necitlivé.
- Drábovna, dům původně náležící obecní cihelně, a také bydliště T. G. Masaryk v letech 1852–1853.
- Fara z roku 1808, rozšířena roku 1888 (dnešní podoba pochází ze čtyřicátých let 20. století)
- Hasičská zbrojnice postavena roku 1892
- Ilčíkův mlýn, zaniklý parní mlýn z konce 19. století, zbořen v sedmdesátých letech 20. století (dnes na místě stojí prodejna potravin)
- Kaplanka. Bývalá fara a od roku 1698 první pobělohorská obecní škola. Sloužila až do roku 1808. (demolice roku 2007), dnes čp. 95
- Kaple svatého Jana a Pavla z roku 1817
- Kaple svatého Rocha. Na cholerovém hřbitově zvaném Kerchůvek, nechala vystavět v roce 1831 mutěnická obec kapli svatého Rocha, k níž v roce 1856 přibyl litinový kříž na zděném podstavci.
- Kaple Panny Marie Sedmibolestné postavená v roce 1882 jako rotunda
- Kaple Nejsvětější Trojice postavena před rokem 1817
- Kaple svatého Jana Nepomuckého z roku 1835
- Kaple svatého Urbana z roku 1901
- Kříž barokní, tzv. stromový kříž z roku 1717. Kříž nechala postavit Marie Antonie z Lichtenštejnu, provdaná Czoborová
- Kulturní dům z roku 1938 ve funkcionalistickém slohu (původně nazýván katolický besední dům)
- Nádraží z roku 1897](výpravní budova typu 16/H), leží na dráze Hodonín – Zaječí (od roku 1896), dříve též na dráze Mutěnice – Kyjov (od roku 1901, dráha zrušena roku 2009)
- Nivky za Větřákem, přírodní památka
- Nová škola podle návrhu brněnského architekta Bohuslava Fuchse (otevřena 1. září 1950)
- Myslivna ze 17. století (čp. 113)
- Obecní hostinec na návsi (křižovatce], z roku 1842. V budově původně provizorně sídlila i radnice. Později byla budova obcí prodána a nesla jméno U Růžičků. Po první světové válce se z budovy stal zájezdní hostinec U Trávníků. V té době zde vzniklo i první obecní parkoviště a záložna.
- Radnice postavená v novorenesančním slohu roku 1896
- Stará škola z roku 1873, původně postavena v novorenesančním slohu (zbořena roku 2010)
- Velkostatek (starý) vznikl patrně v 16. století a byl zbořen v sedmdesátých letech 20. století (v té době nazývaný Ovčírna či Ovčáčka).
- Velkostatek (nový) byl postaven v 18. století u starého velkostatku, původní správní budova byla nahrazena novou v sedmdesátých letech 20. století.

## Osobnosti
- Vincenc Bednář (1906–1983), kněz, zakladatel Katolického besedního domu v Mutěnicích, politický vězeň[15]
- Josef Diviš (1896–1983), legionář, učitel, houslista, obecní kronikář[16]
- Jan Dohnal (1894–1964), zást. státního inspektora vinařství, průkopník moderního vinařství[17]
- Šimon Drgáč (1892–1980), československý armádní generál, legionář, náčelník Hlavního štábu čs. branné moci, vojenský atašé, politický vězeň
- Jan Lacko (1927–2001), malíř, tvůrce sgrafit v oblasti Mutěnických búd
- Tomáš Garrigue Masaryk (1850–1937), první prezident Československa, státník, v Mutěnicích žil v letech 1852–53
- Josef Pelc (1902–1987), učitel, spoluzakladatel Vinařsko-ovocnářského družstva v Mutěnicích a od roku 1947 také jeho ředitel, vězněn v koncentračním táboře[18]
- Josef Tuhela (1885–1974), legionář, řídící učitel, starosta Sokola v Učitelském spolku v Břeclavi, předseda Českého červeného kříže[19]
- Karel Uzel (1877–1957), místní praktický lékař, osvětově činná a regionálně významná osobnost, prarodič českého sexuologa a gynekologa Radima Uzla[20]
- František Vaculovič (1870–1952), řídící učitel, publicista, první kronikář obce[21]

## Galerie

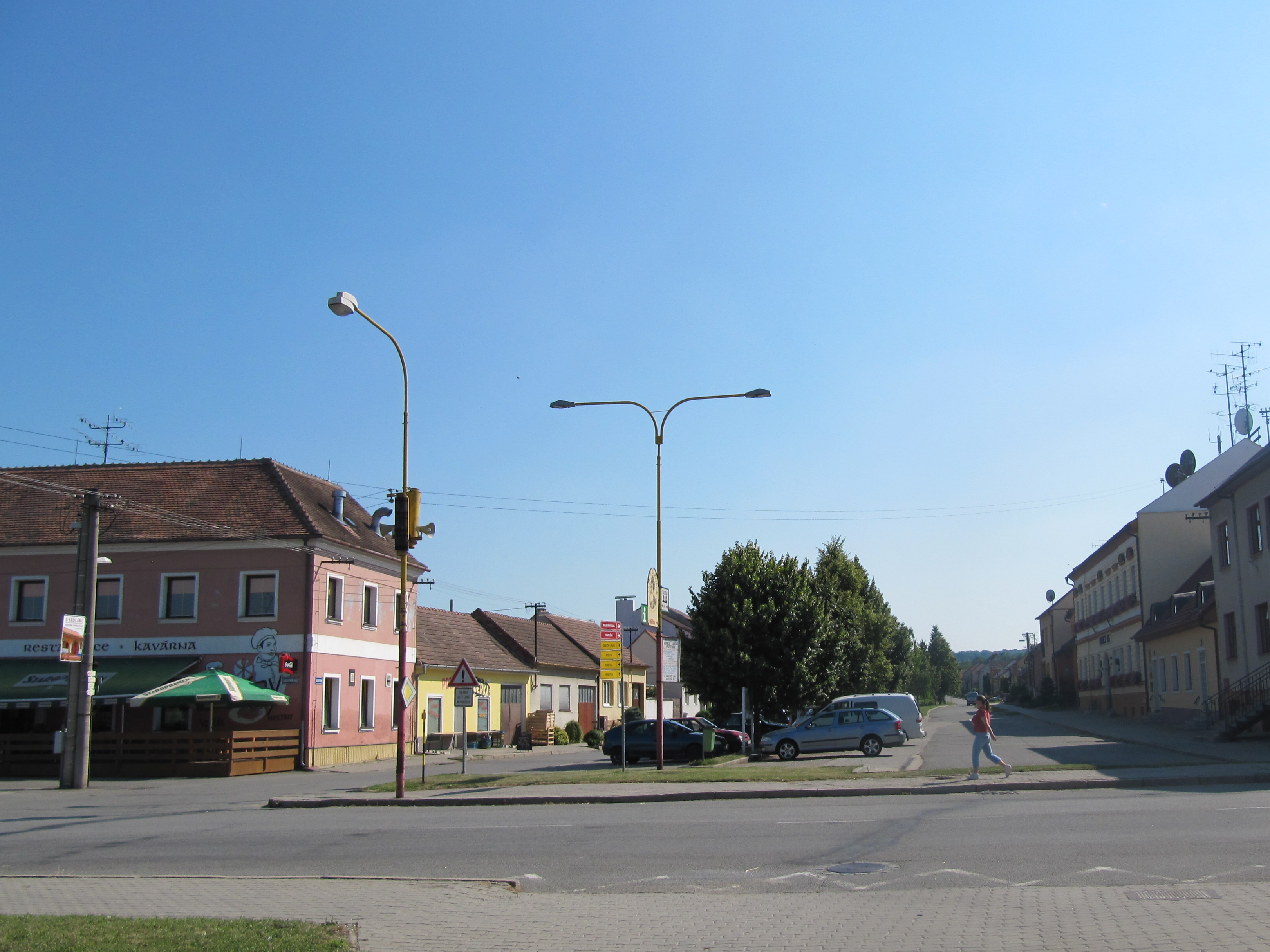
Střed obce
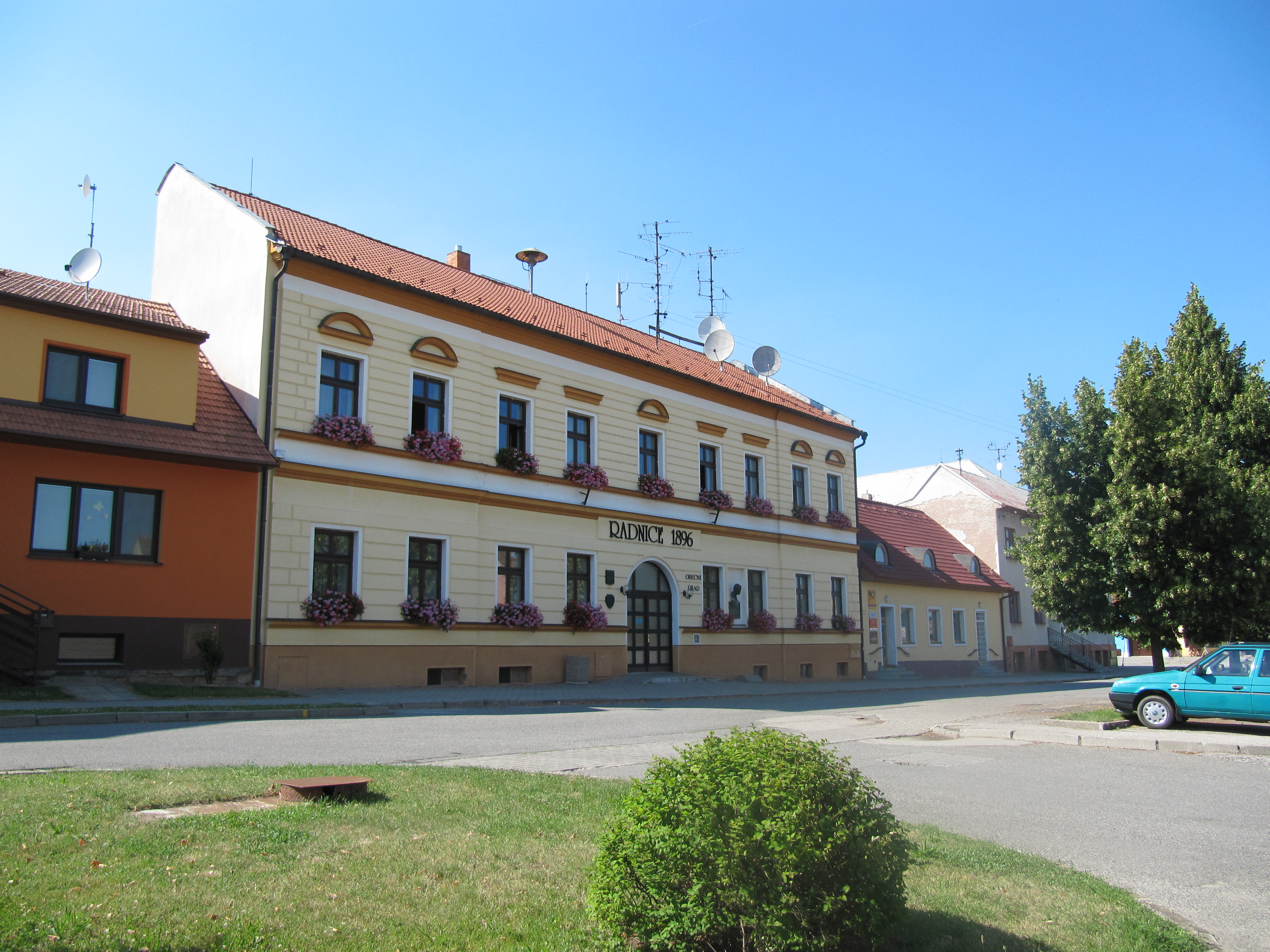
Obecní úřad
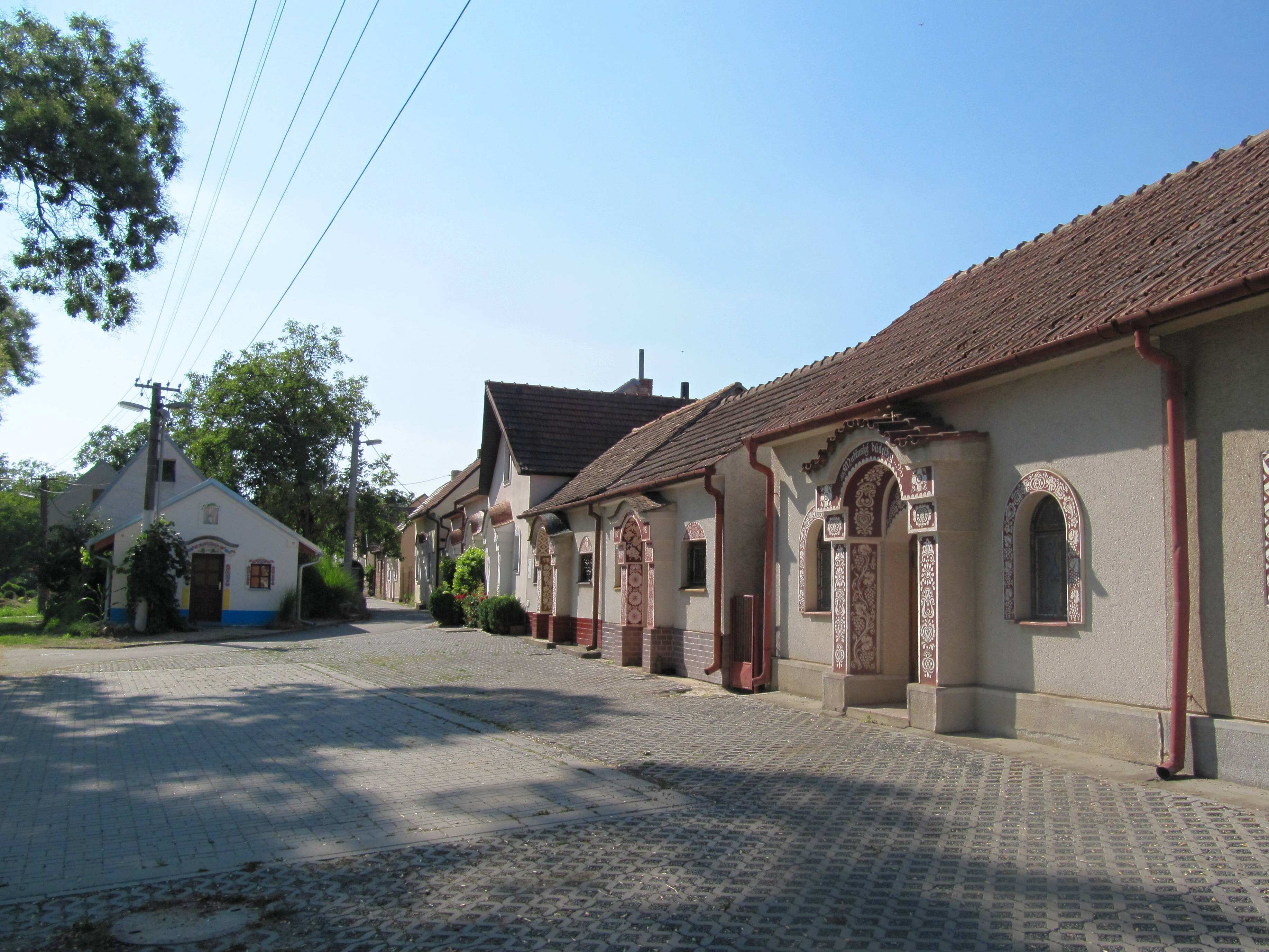
Vinné búdy
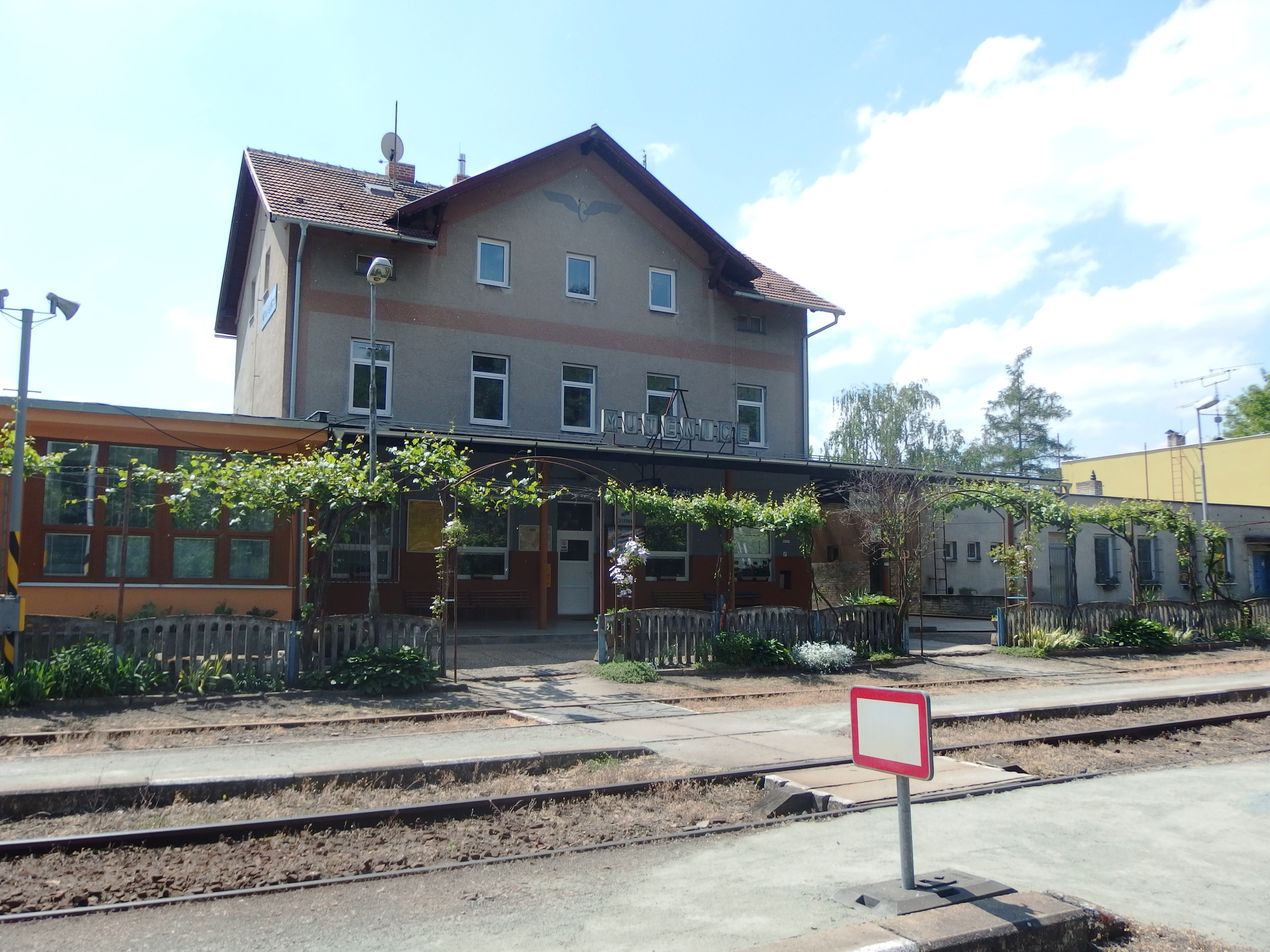
Nádraží
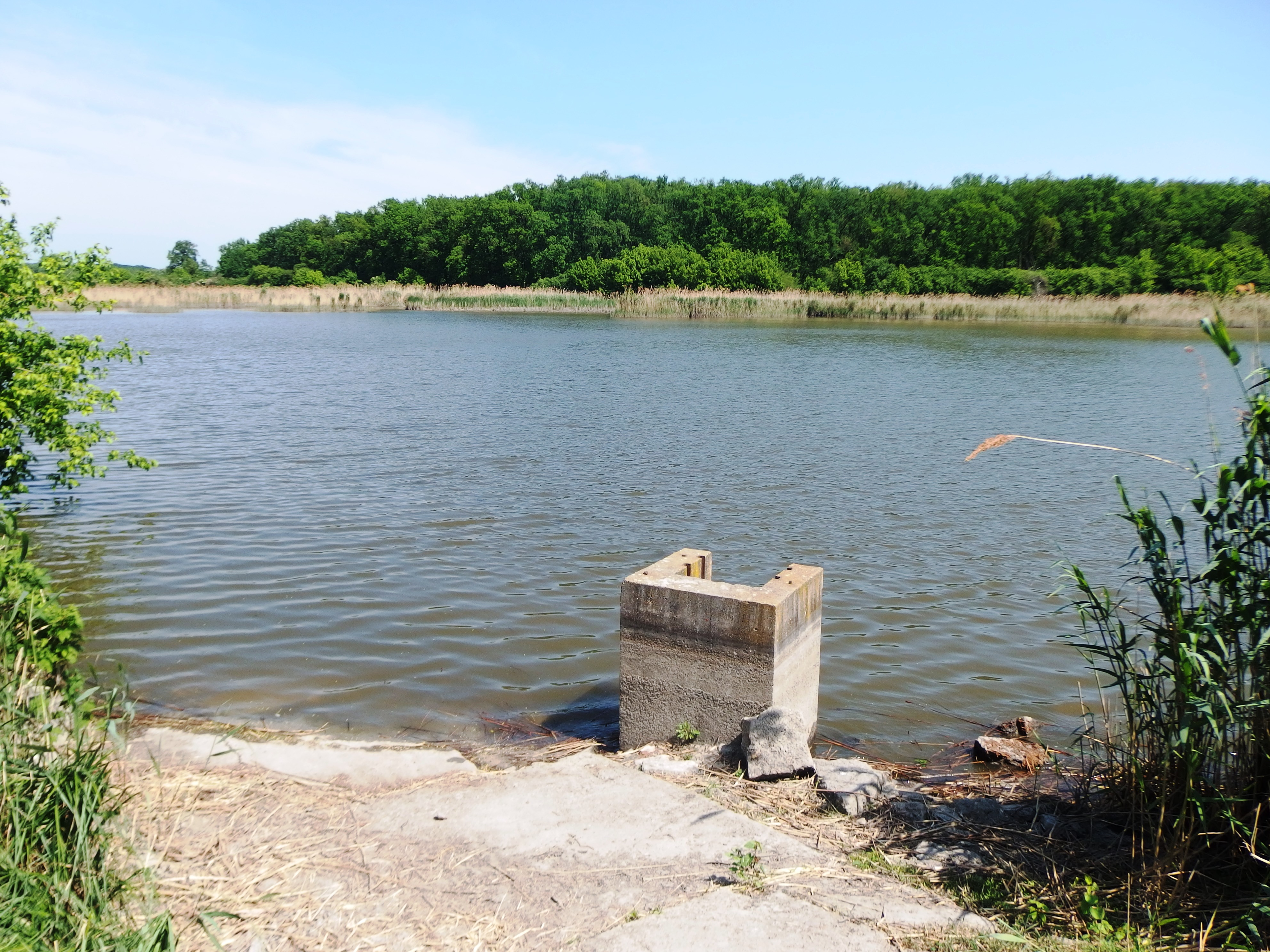
Mutěnické rybníky